# Cécile-Rosalie zu Salm-Kyrburg
Cécile-Rosalie zu Salm-Kyrburg (* 12. Juli 1783 als Cécile-Rosalie Prévost in Paris; † 22. Februar 1866 ebenda) war durch Heirat eine Rheingräfin und Fürstin zu Salm-Kyrburg.

## Leben
Cécile-Rosalie war eine Tochter von Gabriel Prévost, Finanzkassierer und Stallmeister des französischen Königs, und dessen Ehefrau Joséphe-Cécile d’Autry († 27. Oktober 1819 in Ormesson). Ihr Vater war am 7. Juli 1768 von Ludwig XV. in den Adelsstand erhoben worden. Der Adelstitel baron[ne] de Bordeaux, den die Familienmitglieder fortan führten, leitete sich von einem Gut bei Fontainebleau ab. Ihre Eltern ließen sich während der Französischen Revolution scheiden. Das Vermögen wurde vom Vater verspielt und verlebt.
Am 26. Juli 1801 (8. Thermidor IX) heiratete Cécile-Rosalie in Louveciennes den französischen Obersten Noël Étienne Bablot. Von ihm ließ sie sich später scheiden.
Als „Madame Bablot“ lernte sie 1810 den Prinzen Friedrich zu Salm-Kyrburg kennen, der durch Volljährigkeit am 14. Dezember 1810 regierender Fürst im Fürstentum Salm wurde. In jenen Tagen drohte die Annexion des Fürstentums durch Frankreich. Nach Ansicht seiner Familie und seiner Berater hätte die volle Aufmerksamkeit des Fürsten dem Bestand seiner Souveränität und seiner Einkünfte gelten müssen. Etwa hätte er sich zu seinem französischen Regiment begeben sollen, um Kaiser Napoleon günstig zu stimmen. Allerdings weigerte er sich beharrlich, den Ratschlägen zu folgen, und galt als „von Madame Bablot gefesselt“.
Die Liaison des jungen Fürsten mit dieser Dame, deren Alter das ihres Liebhabers um sechs Jahre übertraf, war seiner Tante, der Fürstin Amalie Zephyrine von Hohenzollern-Sigmaringen, die bis zu seiner Volljährigkeit als Vormund bestellt und ihm eine „Mama“ war, auch deshalb ein Dorn im Auge, weil sie „furchtbare Schilderungen“ über Friedrichs Geliebte erhalten hatte und eine mögliche Ehe des Fürsten mit ihr nur als morganatisch gegolten hätte. Eine Heiratskandidatin, die die Tante ihrem Schützling zwecks standesgemäßer Verbindung vorgeschlagen hatte, schlug Friedrich aus. Die Tante befürchtete ferner, dass der junge Fürst, der von seinem 1794 hingerichteten Vater Friedrich III. hohe Schulden sowie die Pflicht zur Alimentation der Familie und der Bediensteten geerbt hatte, durch die Liebschaft in übermäßige Ausgaben getrieben würde. Diese Befürchtungen bewahrheiteten sich, als der Fürst, der finanziell weder ein noch aus wusste und in Paris von geborgtem Geld auf bescheidenem Fuß lebte, trotz dieser Notlage seiner Freundin ein Landgut kaufte. Ludwig Benedict Franz von Bilderbeck, der Pariser Geschäftsträger des Fürsten, lobte 1811 jedoch Cécile-Rosalies „Klugheit, Sanftmut und Gelassenheit, ihre feine Geistesbildung, ihre Talente, ihren vortrefflichen Weltton“.
Nach zivilvertraglichen Regelungen, die das Paar am 30. Dezember 1814 durch den Notar Camusat in Paris getroffen hatte, heiratete es am 11. Januar 1815 auf der Marie des 2. Pariser Arrondissements. Die Ehe galt anfangs als glücklich. Abwechselnd auf Wohnsitzen in Ormesson bei Paris und in Ahaus, auf dem Schloss in der Residenzstadt seiner münsterländischen Standesherrschaft im Königreich Preußen, lebte das Paar – im Vergleich zu anderen Häusern des Hochadels – allerdings bescheiden. In einem Ehevertrag vom 3. Dezember 1822 vermachte der Fürst für den Fall seines Todes seiner Gattin eine lebenslängliche Leibrente von 6000 Gulden. Nachdem das kinderlose Paar einen Sohn adoptiert hatte, kam am 5. November 1823 mit Friedrich V. ein leiblicher Sohn und Stammhalter auf die Welt. Am 29. März 1829 kaufte Cécile-Rosalie ein Anwesen in Montmorency (Val-d’Oise) für 18.000 Francs. Bereits damals lebte sie mit ihrem Mann, der am 14. August 1859 an Herzverfettung in Fontainebleau verstarb, in Gütertrennung. Ihre Versuche von 1818 und 1819, König Ludwig XVIII. vorgestellt zu werden, scheiterten ebenso wie ihr Ersuchen bei Karl X. im Jahr 1826.
Ihr leiblicher Sohn Friedrich beschritt eine Militärlaufbahn und wurde Hauptmann à la suite, zunächst im Bundeskontingent von Hohenzollern-Sigmaringen, dann in der Preußischen Armee im Generalstab unter Karl von Reyher. Am 21. März 1844 heiratete Friedrich seine ebenbürtige, am 17. Januar 1827 geborene Cousine, die Prinzessin Eleonore Luise Henriette Josephine Karoline de La Trémoille, Tochter des Herzogs Charles-Marie-Joseph de La Trémoille (1764–1839), die bereits am 26. November 1846 verstarb, nachdem sie im Vorjahr den einzigen Sohn des Paars, Friedrich VI., geboren hatte.
Ludwig I. von Bayern ehrte Cécile-Rosalie 1827 durch Verleihung des Titels einer Stiftsdame im königlichen Damenstift St. Anna zu München. Wie ihr Gatte fand sie ihre letzte Ruhestätte auf dem Cimetière de Picpus.